# Tweede Kamerverkiezingen 2012/Kandidatenlijst/NXD
Op de kandidatenlijst van de Politieke Partij NXD voor de Tweede Kamerverkiezingen van 12 september 2012 staan vijf kandidaten, allen afkomstig uit Den Haag. De lijst is alleen geldig in kieskring 9 (Amsterdam).  De partij heeft 62 stemmen gehaald en heeft daarmee geen zetels in de Tweede Kamer gekregen.

## De lijst
1. P.S. Samlal - 44
2. S. Angnoe - 4
3. N.P.S. Samlal - 6
4. X.P.S. Samlal - 0
5. R. Krishnasing - 8

VVD · PvdA · PVV · CDA · SP · D66 · GroenLinks · ChristenUnie · SGP · Partij voor de Dieren · Piratenpartij · MenS · Nederland Lokaal · Libertarische Partij · DPK · 50PLUS · LibDem · Anti Europa Partij · SOPN · PvdT · Politieke Partij NXD